# Erigeron miyabeanus
Erigeron miyabeanus là một loài thực vật có hoa trong họ Cúc. Loài này được Tatew. & Kitam. mô tả khoa học đầu tiên năm 1933.